# Équipe du Cameroun féminine de volley-ball
L'équipe féminine de volley-ball du Cameroun est composée des joueuses sélectionnées par la Fédération camerounaise de volley-ball (FCVB). En 2023, elle est classée au 27e rang de la Fédération internationale de volley-ball (25 août 2023). Le manager sélectionneur de cette équipe depuis 2023 s'appelle Peter Nonnenbroich.

## Sélection nationale

### Sélection nationale en 2016
L'équipe du Cameroun de volley-ball féminin est qualifiée pour les Jeux olympiques d'été de 2016, à Rio en remportant le tournoi de qualification olympique africain.

## Palmarès et parcours

### Palmarès
- Championnat d'Afrique de volley-ball féminin :
  -  Championne : 2017, 2019, 2021
  -  Finaliste : 1999, 2013
  -  Troisième : 1991, 2001, 2003, 2009

- Jeux africains :

- - 1991: 
  - 2007: 
  - 2011: 
  - 2015: 
  - 2019:

### Parcours

#### Championnat du monde de volley-ball féminin
| - 1952 : non participant - 1956 : non participant - 1960 : non participant - 1962 : Non qualifié - 1967 : Non qualifié - 1970 : Non qualifié - 1974 : Non qualifié - 1978 : Non qualifié - 1982 : Non qualifié - 1986 : Non qualifié | - 1990 : Non qualifié - 1994 : Non qualifié - 1998 : Non qualifié - 2002 : Non qualifié - 2006 : 17e - 2010 : Non qualifié - 2014 : 21e - 2018 : 21e - 2022 : 24e |

#### Jeux Olympiques
| - 2016 : 11e |

#### Championnat d'Afrique de volley-ball féminin
- 1976 : Non qualifié
- 1985 : 3e
- 1987 : 5e
- 1989 : Non qualifié
- 1991 : 3e
- 1993 : 4e
- 1995 : Non qualifié
- 1997 : Non qualifié
- 1999 : Finaliste
- 2001 : 3e
- 2003 : 3e
- 2005 : 5e
- 2007 : 6e
- 2009 : 3e
- 2011 : 5e
- 2013 : Finaliste
- 2015: 3e
- 2017: Championne
- 2019 : Championne
- 2021 : Championne
- 2023: 3e

#### Jeux africains
| - 1978 : ? - 1987 : ? - 1991 : 3e - 1995 : ? - 1999 : ? - 2003 : 4e - 2007 : Finaliste - 2011 : Finaliste - 2015 : Finaliste - 2019 : Finaliste |

## Sélectionneurs
- ?-2014 :  Joseph Nane Eone
- 2014-2023 :  Jean-René Akono
- 2023- : 🇩🇪 Peter Nonnenbroich